# Poltwa (Bug)
Die Poltwa (ukrainisch Полтва, polnisch Pełtew, deutsch selten Polten oder Pelten) ist ein Flüsschen in der westlichen Ukraine, das die Stadt Lwiw unterirdisch durchquert.
Da Lwiw an der europäischen Wasserscheide liegt, sind alle größeren Flüsse weit entfernt von der Stadt.
Die Quelle des etwa 70 km langen Flüsschens liegt im Lwiwer Pohuljanka-Park, etwa 350 Meter über dem Meeresspiegel. Das Flussbett bildete im Mittelalter einen Teil des Stadtgrabens entlang der Stadtmauer. Die Poltwa bildete am heutigen Mickiewicz-Platz eine Insel, auf der sich eine Marienstatue befand. Das offene Flussbett, das Abwässer aus den anliegenden Grundstücken ableitete, bildete eine Seuchengefahr für die Einwohner. Es wurde deshalb nach dem Beschluss des Stadtrates Ende des 19. Jahrhunderts in Mauern eingefasst, überwölbt und zugeschüttet, sowie im Zuge dessen in manchen Abschnitten begradigt. Dadurch entstand der Hauptkanal des städtischen Mischsystems. Neben dem unterirdischen Flusslauf wurde im früheren Sumpfland durch den Architekten Zygmunt Gorgolewski von 1897 bis 1900 das Gebäude der Nationaloper Lwiw errichtet. Im Untergeschoss des Theaters ist das Rauschen des Flüsschens weiterhin hörbar.
Nach dem Verlassen des Lwiwer Stadtgebietes fließt die Poltwa offen und nimmt einige Zuflüsse auf. Das Flüsschen fließt – zu großen Teilen begradigt – weiter durch die Roztocze-Hügelkette und mündet in einer Höhe von 220 m über dem Meeresspiegel in der Stadt Busk linksseitig in den Fluss Bug.